# Mittell (Künstlerfamilie)
Die Künstlerfamilie Mittell bestand aus folgenden Personen:
- Amalie Mittell (unbekannt–1885), Theaterschauspielerin
- Carl Mittell (1824–1889), österreichischer Theaterschauspieler und -regisseur
- Elisabeth Mittell (1835–1909), Theaterschauspielerin
- Karl Mittell (1800–1873), österreichischer Theaterschauspieler
- Katharina Mittell (vor 1803–1872), Opernsängerin
- Margarethe Mittell (1864–1948), deutsche Schulleiterin
- Peter Mittell (1769–1824), deutscher Theaterschauspieler und -regisseur ⚭ (1793) Dorothea Bossann, Theaterschauspielerin, Pflegetochter des Theaterschauspielers Friedrich Wilhelm Bossann